# Ефимов, Юрий Михайлович
Юрий Михайлович Ефимов (бел. Юрый Міхайлавіч Яфімаў; 1 августа 1937, Ленинград — 1 января 1991, Минск) — советский дирижёр, народный артист Белорусской ССР (1990).

## Биография
Родился в Ленинграде в семье рабочего фарфорового завода и ткачихи. Семья пережила блокаду города. После войны маленький Юра получил травму ноги, и у него развился костный туберкулёз. В общей сложности мальчик пробыл 6 лет в больницах. Там он увлёкся музыкой и шахматами. Сам научился играть на скрипке. А в одном из домов культуры Ленинграда его партнёром по шахматам был будущий гроссмейстер Спасский. Но увлечение музыкой оказалось сильнее.
В 1962—1965 годах учился в Ленинградской консерватории сразу на двух отделениях: симфонической музыки и дирижирования (класс Ильи Мусина). После окончания консерватории работал хормейстером Ленинградской государственной академической хоровой капеллы имени Михаила Глинки.
В 1965 году Ефимов приехал в БССР и в декабре того же года стал дирижёром Государственного народного оркестра Беларуси. В ноябре 1966 года на Всесоюзном конкурсе дирижёров был награждён дипломом, после чего был переведён вторым дирижёром в Государственный академический симфонический оркестр БССР, а с 1971 года стал главным дирижёром этого оркестра.
Юрий Ефимов внёс значительный вклад в развитие симфонической музыки и культуры Беларуси. Он сотрудничал с такими маститыми беларускими композиторами, как Глебов, Богатырёв, Семеняко, Аладов, Жинович, Смольский и др.
Юрий Ефимов также совмещал дирижёрскую деятельность с преподавательской работой в Белорусской государственной консерватории.
Верным единомышленником в музыке была и его семья: жена Людмила Ефимова, хоровой дирижёр, дочь Ольга, концертмейстер, и сын Борис.
Заслуженный деятель искусств БССР (1974), народный артист Белорусской ССР (1990).
Скончался 1 января 1991 года после тяжёлой и продолжительной болезни.
Похоронен в Минске, на Восточном кладбище, в 6-м секторе, вместе с супругой и сыном.